# شارين هاسكل
شارين هاسكل (بالعبرية: שרן השכל، من مواليد 4 مارس 1984) هي عضوة إسرائيلية في الكنيست عن حزب الليكود وهي أصغر عضو في حزب الليكود وثاني أصغر عضو من الكنيست ال20 تتحدث بطلاقة الفرنسية والإنجليزية والعبرية.

## روابط خارجية
- شارين هاسكل على موقع IMDb (الإنجليزية)